# Palio di Buti

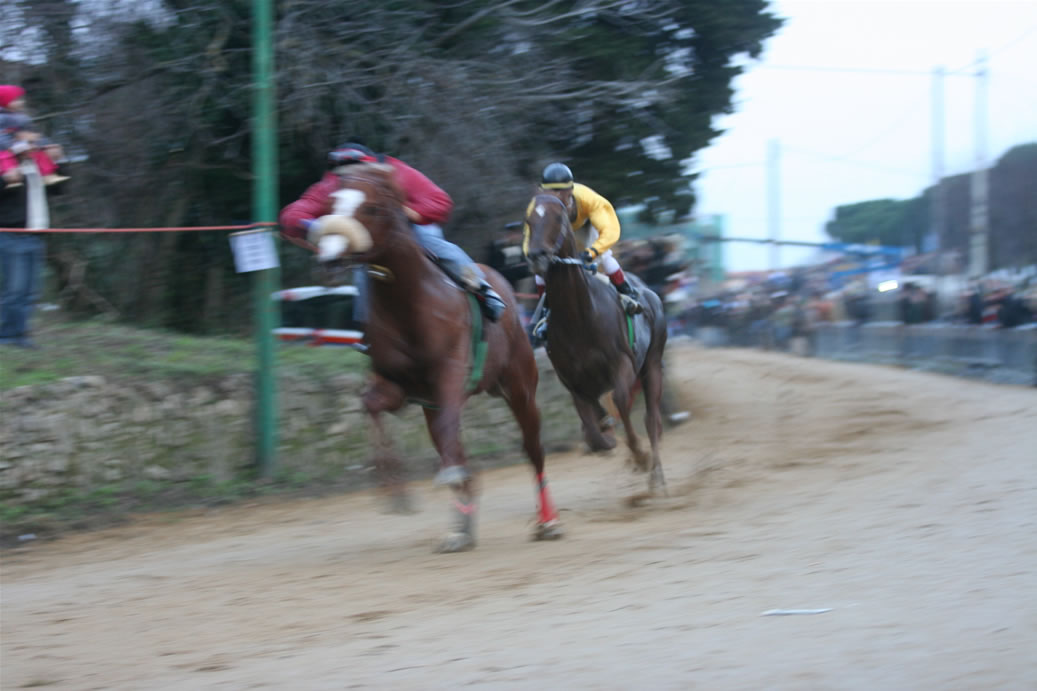
Il Palio di Buti - un momento della corsa del 2007

Il Palio di Buti è una manifestazione folkloristica del comune di Buti. Il palio è incentrato su una corsa di cavalli condotti da fantini che, rappresentando le sette contrade in cui è suddiviso il paese, si sfidano in una gara il cui scenario è la strada principale di accesso all'abitato; insieme al Palio di Siena e al Palio di Asti, è uno dei Palii a cavallo più antichi d'Italia. Negli ultimi anni alla corsa è stata aggiunta anche una sfilata storica in costume.

## Storia

La benedizione dei cavalli del 1963

Il Palio di Buti affonda le sue radici nel XVII secolo d.C., quando la benedizione delle stalle e dei cavalli del paese il 17 di gennaio, giorno in cui si celebra Sant'Antonio Abate protettore degli animali, rappresentava un'importante cerimonia religiosa andata avanti fino al 1979.
La prima testimonianza di corsa di “[...] cavalli di prima forza a Fantino [...] e con premio al vincitore di Zecchini dodici”, porta la data del 13 settembre 1848 mentre si ha notizia della prima festa di S. Antonio con banda, cavalli e con un comitato di festaioli datata 14 gennaio 1805.
All'epoca i cavalli che partecipavano al Palio erano quelli che durante la settimana lavoravano a fianco dei contadini butesi e che, in quell'occasione, venivano condotti sul sagrato della Pieve per ricevere la loro benedizione. Nel tempo, invece, l'evoluzione nell'organizzazione della manifestazione ha portato per un po' di tempo al noleggio in blocco dei cavalli e dal 1960 in poi a demandarne il reclutamento direttamente alle singole contrade.
L'organizzazione della Festa, nell'800, prevedeva che, per l'occasione, la Pieve venisse ripulita e addobbata con particolare attenzione. Dovevano essere portate brocche ai frantoi per fare offerte in olio al momento della frangitura e dovevano essere benedetti circa duemila panini da distribuire a tutti i convenuti in cambio di un piccolo obolo.
Queste offerte, unite a quelle derivanti dalle elemosine dei “Santini”, costituivano i proventi della Festa (circa 100-150 lire di spesa con un residuo di cassa di circa la metà).

Particolare del Palio, 1963

La “Messa dei Cavallai” era fissata per le sei di mattina; a questa seguivano altre messe fino a quella “Cantata” al termine della quale aveva luogo la benedizione degli animali.
Dopo la Messa, allora come oggi, venivano consumate grandi quantità di trippa alla butese, un piatto tipico a base di trippa di manzo cotta con salsicce, carote, fagioli e pomodoro, accompagnata da vino rosso e acquavite “…quest'ultima, però, solo a chi non doveva montare a cavallo”.
“La Festa di S.Antonio era una delle più grandi e più coinvolgenti del paese e la gente veniva anche dai paesi vicini”
Le cronache del tempo riportano di sfide epiche tra i cavallai, “…con i loro cavalli tirati a lustro”, che avevano quale scenario “…la via che dalla piazza porta verso il monte” (le famose corse "su per il leccio" dal nome di una strada ancora oggi così denominata).
Agli inizi del XX secolo, si comincia a parlare di veri e propri palii con corse a premi (anche in denaro: venti, dieci e cinque lire) ai quali è consentita la partecipazione anche a cavalli e cavallai forestieri. Anche il percorso subisce una modifica e ciò determina una delle caratteristiche ancora attuali di questo Palio che per tale motivo viene definito alla Romana o Palio lungo, cioè con punto di arrivo diverso da quello di partenza.
I verbali dei pievani che si sono susseguiti alla guida della Pieve di Buti, riportano di feste e corse tenutesi anno dopo anno con le sole interruzioni negli anni 1915-1918 e 1940-1945, in cui ben più gravi problemi hanno afflitto tutta la popolazione.
Negli anni cinquanta venne costituito il Seggio della Congregazione di Sant'Antonio, composto da:
- Un Correttore: il Pievano
- Un Custode: il Cappellano
- Un Camarlingo: il cassiere-amministratore
- Un certo numero di Consiglieri

Questo organismo, all'interno del quale gli incarichi venivano stabiliti durante le poche riunioni che si tenevano nei giorni precedenti la gara, era presieduto (come ancora oggi) dal Pievano, animatore e guida spirituale attorno al quale ruotava tutta l'organizzazione.
Negli anni molti problemi sono stati combattuti e superati dai butesi, decisi e determinati a portare avanti la Festa, come il grave incidente del 1953 accaduto alla “curva del peso” - punto del percorso così denominato in quanto in prossimità di quella che una volta era la bilancia pubblica - che determinò l'interruzione della manifestazione per molti anni, oppure come l'intervento del Segretario del Fascio che desiderava che le corse fossero organizzate dal Dopolavoro, generando importanti conflitti con il Parroco, da sempre animatore principale della Festa. Ma i problemi più importanti che nel tempo hanno comportato le continue revisioni all'organizzazione sono stati legati alle limitate risorse finanziarie, necessarie allo svolgimento della manifestazione.
Nel gennaio del 1960 si svolse il primo Palio di Buti secondo regole e principi stabiliti dal Seggio, tra i cui componenti fu convocato anche il sindaco, presenza insostituibile ancora oggi.
Nel dicembre dello stesso anno, per dare più vitalità alla festa, come risulta da fonti non ufficiali, il Seggio prese la decisione di suddividere il paese in sei contrade, ognuna delle quali circoscritta attorno ad una delle sette Chiese presenti in paese (la settima contrada fu ammessa al Palio solo dopo molti anni) da cui assunse anche il nome.
Con un'affissione del 15 dicembre 1960, infatti, fu pubblicata la nascita di: Pievania (in cui si trova la Pieve del paese), San Francesco, San Rocco, Ascensione, San Nicolao e Case Popolari
Furono anche stabiliti i colori che da allora contraddistinguono le sei contrade:
- Pievania: azzurro crociato di bianco
- San Francesco: giallo nero
- San Nicolao: bianco nero
- San Rocco: bianco rosso
- Ascensione: verde nero
- Case Popolari (poi ridenominato La Croce): rosso nero
- San Michele: rosso verde

Per il Palio del 1961, il Seggio, in considerazione del fatto che da circa due anni i cavalli locali scarseggiavano, decise di procurarseli affittandoli presso la “Cavallerizza Pastacaldi” di Livorno. Purtroppo nel trasporto, il cedimento del pianale dell'automezzo comportò il ferimento di due di loro per cui si dovette trovare in Paese altrettanti sostituti.
Nel 1963 su richiesta degli abitanti e dopo accese discussioni tra i consiglieri del Seggio, fu ammessa a partecipare al Palio anche la frazione di Cascine, con la denominazione di Contrada S.Stefano ed i colori bianco con una V di colore rosso-nero. L'unica condizione fu quella di procurarsi autonomamente il cavallo da utilizzare per la gara.
Con il supporto economico dell'intera frazione, S.Stefano riuscì ad assoldare un cavallo ed un fantino davvero imbattibili determinando per diversi anni una situazione di stallo che modificò il Palio in una sfida tra butesi e cascinesi, tra il capoluogo diviso in sei contrade e la frazione.
Il noleggio dei cavalli, per le sei contrade del paese, indicideva abbastanza sulle già limitate risorse economiche a disposizione dell'organizzazione, motivo per cui il Seggio prese la seconda delle decisioni più importanti e ancora attuali: quella di demandare ad ogni contrada l'incarico di procurarsi autonomamente e a proprie spese il cavallo ed il fantino con cui gareggiare. (1971).
Il Seggio si preoccupò soltanto di fornire le bandiere e le casacche da distribuire ad ogni contrada stabilendo un'identificazione ufficiale e caratteristica della manifestazione.
Nel 1978 i cavalli che si presentarono sul sagrato della Pieve per ricevere la loro benedizione furono molti e per la prima volta ci fu la presenza di una emittente televisiva a riprendere la manifestazione.
Nel 1979, l'intenzione del Seggio di migliorare la coreografia portò alla decisione di organizzare anche un corteo storico per la mattina della Festa, durante il quale ogni contrada sfilò per le vie del paese in abiti d'epoca e con i propri colori.
Anche tale costume nel tempo si è evoluto, infatti oggi oltre alla sfilata ogni contrada propone la rievocazione storica di un periodo o di un fatto appartenente alla memoria di Buti, determinando spesso momenti di vera commozione.
Nel 1980, dietro loro richiesta, furono ammesse a partecipare al Palio anche le contrade di Castel di Nocco e Caccialupi, rispettivamente denominate San Michele, (colori verde crociato di rosso, dal nome della relativa chiesa di Buti) e S. Antonio (scudo verde crociato amaranto), dai nomi delle Chiese presenti all'interno delle due borgate.
Nel 1981, però, in seguito ad un'accesa polemica nata in conseguenza di alcune scorrettezze, fu deciso di escludere definitivamente dal Palio le contrade di S. Antonio e di S. Stefano, determinando così l'assetto definitivo ed ancora attuale del Palio composto, in questo modo, solo da contrade facenti capo alle sette chiese presenti nel capoluogo di Buti.
Negli anni successivi, la manifestazione ha assunto toni sempre più importanti, onorandosi anche della presenza di fantini famosi (Enrico Camici, Aceto), spettacoli di paracadutismo, sbandieratori, noti commentatori di sport ippici (Alberto Giubilo) divenendo un importante richiamo a livello regionale e nazionale.

## Le Contrade
- San Francesco : 10 vittorie

Questa contrada si estende nella parte a Nord Est del paese ed ha il suo punto di riferimento nella Chiesa di San Francesco. All'interno si trova, il teatro ottocentesco intitolato a Francesco di Bartolo, e la scuola secondaria di primo grado f. Di Bartolo Buti.
- La Croce : 8 vittorie

È la prima delle contrade che si incontrano salendo verso il centro del paese, provenendo dalla frazione di Cascine ed ha il suo punto di riferimento nella Cappella dalla quale prende il nome, di recente ristrutturazione.
- San Nicolao : 7 vittorie

Si estende dal centro verso la zona ad est del paese e oltre alla Chiesa di San Nicolao si trova al suo interno il Frantoio Sociale.
- Pievania : 7 vittorie

Verso la zona centro-nord del paese si trova la Pieve di San Giovanni Battista, punto centrale della contrada che si snoda tutt'intorno fino a comprendere anche la Piazza principale del paese.
- Ascensione : 7 vittorie

È l'ultima contrada prima dell'uscita dal paese, salendo verso il Monte Serra e corrisponde all'antico castello di Panicale. Oltre ad essere caratterizzata dagli oliveti, fornitori di un olio noto anche oltre i confini regionali, ha il suo fulcro nel Santuario di Santa Maria della Neve.
- San Rocco : 5 vittorie

Corrisponde al centro storico del paese dove troneggia l'imponente Castel Tonini e dove sono visibili diversi altri palazzi risalenti ai secoli XVI e XVII tra i quali il più importante è la cinquecentesca Villa Medicea.
- San Michele : 3 vittorie

Uscendo dal paese in direzione di Vicopisano, percorrendo quella che gli abitanti conoscono come “la via del termine”, si incontra una borgata corrispondente ad uno degli antichi castelli originari di Buti: Castel di Nocco. Tra le sue case, evidenti sono i resti della Chiesa di San Michele, dalla quale la contrada prende il nome.
Contrade Soppresse
- Santo Stefano: 2 vittorie

Corrispondente alla frazione di Cascine, fu ammessa al palio nel 1963. I colori erano il bianco con una V di colore rosso-nero. Fu estromessa definitivamente dal palio nel 1981 per una diatriba col il Seggio in seguito ad alcune scorrettezze.
- Sant' Antonio: 0 vittorie

Corrispondente al territorio di Caccialupi, frazione però del confinante comune di Bientina. I colori erano il verde con croce amaranto. Alleata di Santo Stefano fu ammessa al palio nel 1980 e quella fu la sua unica partecipazione. Fu infatti estromessa definitivamente dalla competizione nel 1981 insieme a Santo Stefano per una diatriba col il Seggio in seguito ad alcune scorrettezze.

## Il Palio ai giorni nostri
La prima domenica di gennaio, successiva alla festa di S.Antonio Abate, si svolge il Palio delle Contrade.
Alle 8.00 del mattino si celebra la S.Messa dei Cavallai al termine della quale sono tutt'oggi di rito trippa e vino.
Alle 10.30 inizia la sfilata storica: le contrade, precedute dal cavallo e dal fantino con i quali gareggeranno nel pomeriggio, attraversano le vie principali del paese dirette al sagrato antistante la Pieve dove insceneranno la rievocazione storica, preparata con meticolosa cura durante tutto l'anno.
Una giuria di esperti, nominata di anno in anno, ha il compito di valutare le rappresentazioni assegnando una votazione in base a parametri definiti dal Seggio. L'elaborazione finale dei risultati determinerà, poi, la contrada vincitrice.
Al termine, la Benedizione Solenne congederà i figuranti.
Alle 14:00 iniziano le corse.

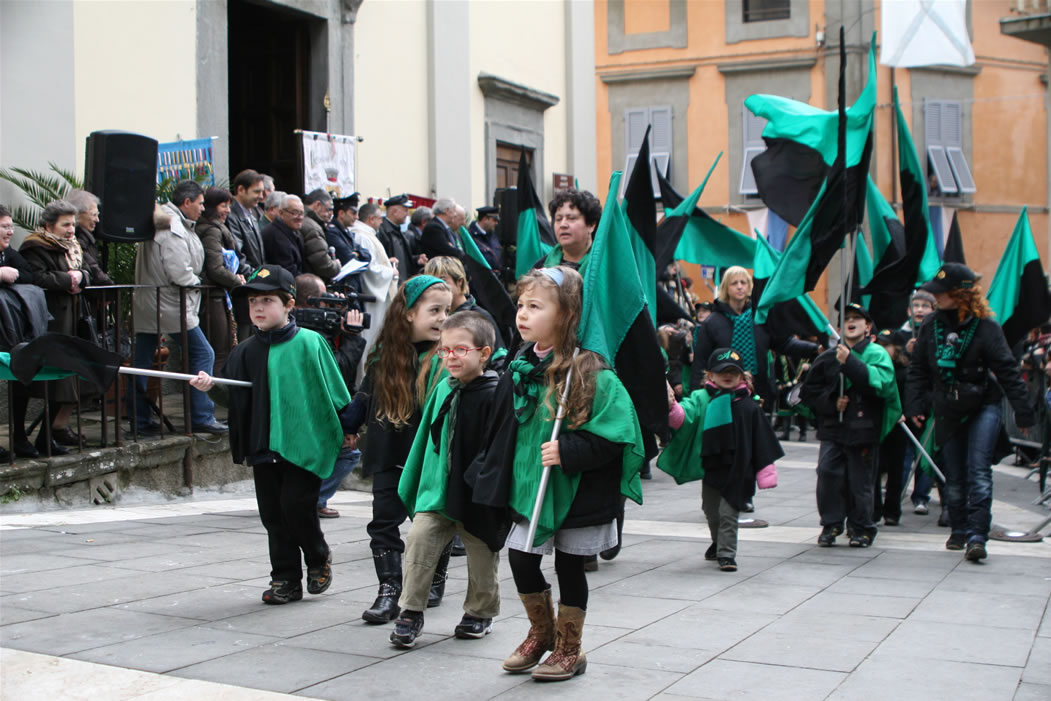
La sfilata della contrada Ascensione al Palio del 2007

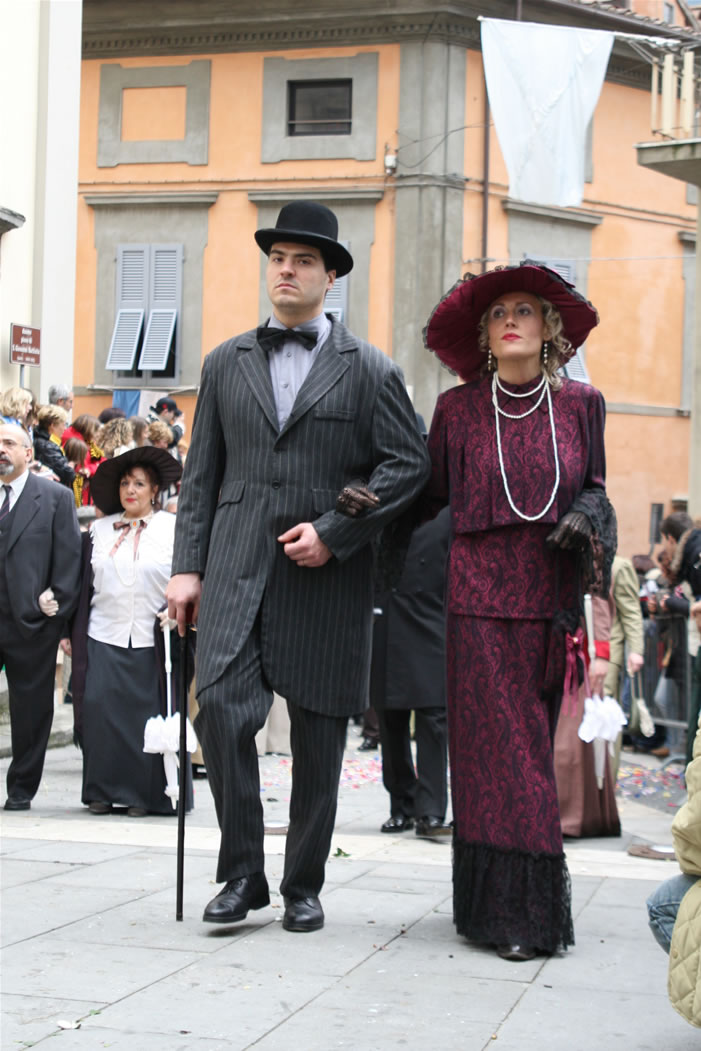
Un momento della rievocazione storica del Palio 2007

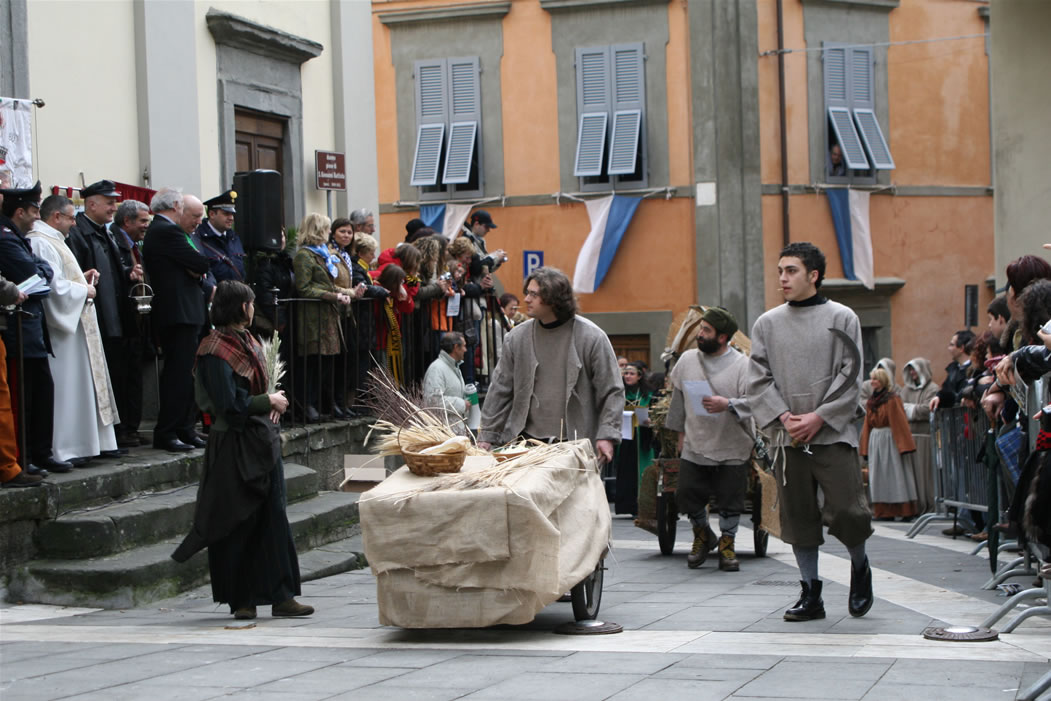
Un particolare della rievocazione storica del Palio 2007

Le contrade si sfidano correndo lungo la "Via Nuova", la principale strada di accesso al paese, provenendo dalla vicina frazione di Cascine.
Il percorso è abbastanza lineare, in salita, ed appare dall'alto come una "S" allungata e rovesciata di circa 700 metri che per l'occasione viene ricoperta da uno strato di 40 cm. di terra battuta composta principalmente da una miscela di tufo e sabbia.
La gara si disputa in 3 distinte partenze, denominate "batterie" ovvero singole gare alle quali partecipano tre cavalli per volta, più una finale.
Alla presenza di un notaio, la sera precedente, avviene l'estrazione con cui le contrade vengono distribuite tra le prime due batterie, i cui vincitori accedono direttamente alla finale, mentre la settima contrada (denominata "la signora") corre nella terza batteria sfidando i cavalli che sono arrivati secondi durante le gare precedenti. La finale determinerà il vincitore.
Il Mossiere, figura storica nominata ogni anno dal Seggio, ha il compito principale di "dare la partenza" (in gergo definita "mossa") una volta verificato l'allineamento dei cavalli al canape. Deve, inoltre, verificare la correttezza comportamentale dei fantini per tutta la durata della manifestazione punendo le eventuali scorrettezze, se necessario anche con la squalifica (in accordo con il Presidente del Seggio).

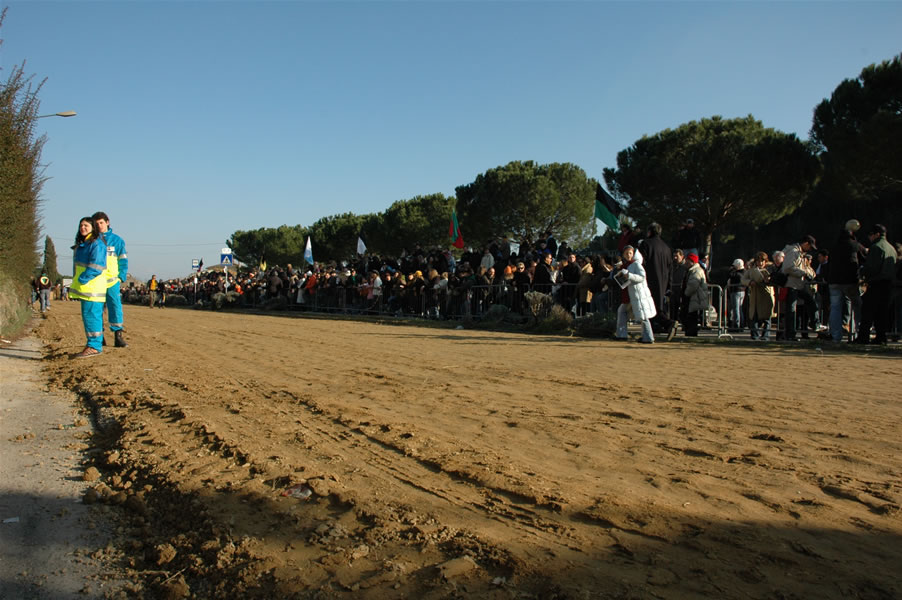
Una vista del percorso

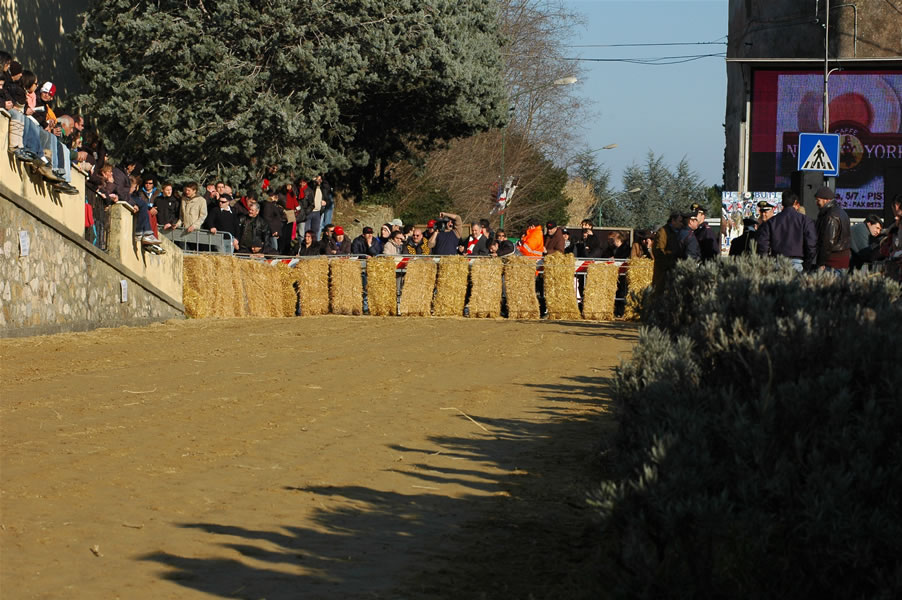
La partenza al canape

Infine il Palio, detto anche Cencio e oggi dipinto di anno in anno da un artista di fama riconosciuta, viene consegnato nelle mani del fantino vincitore che a dorso del proprio cavallo viene condotto in trionfo per le vie del paese dai contradaioli in festa.
L'anno successivo, durante una Messa celebrata la settimana prima della nuova gara, il Palio verrà restituito al Seggio, che lo custodirà fino alla nuova consegna.
Alla contrada vincitrice va anche un premio in denaro che servirà per sostenere le spese per la sfida successiva alla quale i contradaioli iniziano ben presto a lavorare.
Durante l'anno, infatti, si tengono cene a tema, sagre e feste di vario genere finalizzate principalmente a raccogliere i fondi che saranno impiegati per sostenere le spese per il cavallo ed il fantino migliori da convocare per l'anno venturo, oltreché per sostenere economicamente la preparazione della nuova rievocazione storica (individuazione del tema, ricerche, predisposizione dei costumi, reperimento degli oggetti e dei suppellettili d'epoca, ecc.), anch'esso divenuto ormai momento molto sentito dai contradaioli.
Il tutto viene svolto nella massima segretezza, elemento ritenuto fondamentale nella convinzione che anche l'effetto sorpresa risulti utile alla conquista della vittoria.

## Albo d'Oro
| Anno | Contrada vincitrice                              | Capocontrada                                     | Fantino                                          | Cavallo                                          |
| ---- | ------------------------------------------------ | ------------------------------------------------ | ------------------------------------------------ | ------------------------------------------------ |
| 2025 | San Francesco                                    | Tommaso Luperini                                 | Gavino Sanna                                     | Beniamino                                        |
| 2024 | San Michele                                      | Gianmarco Matteucci                              | Stefano Raimondo Saiu                            | Diamante Prezioso                                |
| 2023 | La Croce                                         | Renzo Idriani                                    | Alessandro Fiori                                 | Ceommo Ramon                                     |
| 2022 | Ascensione                                       | Jacopo Mannucci                                  | Michel Putzu                                     | Umatilla                                         |
| 2021 | Non disputato a causa della pandemia di COVID-19 | Non disputato a causa della pandemia di COVID-19 | Non disputato a causa della pandemia di COVID-19 | Non disputato a causa della pandemia di COVID-19 |
| 2020 | Ascensione                                       | Jacopo Mannucci                                  | Simone Fenu                                      | Umatilla                                         |
| 2019 | San Rocco                                        | Eddy Leone                                       | Gavino Sanna                                     | Qui Pro Quo                                      |
| 2018 | San Rocco                                        | Eddy Leone                                       | Gavino Sanna                                     | Bomario da Clodia                                |
| 2017 | La Croce                                         | Stefano Niccolai                                 | Alessandro Fiori                                 | Bonantonio da Clodia                             |
| 2016 | Palio non assegnato                              | Palio non assegnato                              | Palio non assegnato                              | Palio non assegnato                              |
| 2015 | San Michele                                      | Daniele Vannucci                                 | Angelo Cucinella, detto Il Giarratano            | Class Life                                       |
| 2014 | Pievania                                         | Riccardo Serafini                                | Silvano Mulas, detto Voglia                      | Freetown                                         |
| 2013 | San Rocco                                        | Eddy Leone                                       | Andrea Chessa, detto Nappa                       | Mondo Marcio                                     |
| 2012 | Pievania                                         | Riccardo Serafini                                | Andrea Chessa, detto Nappa                       | Capitano Uncino                                  |
| 2011 | Palio non assegnato                              | Palio non assegnato                              | Palio non assegnato                              | Palio non assegnato                              |
| 2010 | San Francesco                                    | Leonardo Cavallini                               | Angelo Cucinella, detto Il Giarratano            | Palin                                            |
| 2009 | San Nicolao                                      | Paolo Ciampi                                     | Gianluca Fais, detto Vittorio                    | Move Your Mind                                   |
| 2008 | San Nicolao                                      | Paolo Ciampi                                     | Gianluca Fais, detto Vittorio                    | Gesture                                          |
| 2007 | San Francesco                                    | Francesco Ciabatti                               | Stefano Lobina, detto Andrea                     | Skanderbeg                                       |
| 2006 | San Nicolao                                      | Paolo Ciampi                                     | Angelo Cucinella, detto Il Giarratano            | Guffanti                                         |
| 2005 | Ascensione                                       | Guido Gozzoli                                    | Roberto Filippini, detto Bebo                    | Clemente                                         |
| 2004 | Ascensione                                       | Guido Gozzoli                                    | Virginio Zedde, detto Lo Zedde                   | Clemente                                         |
| 2003 | San Nicolao                                      | Paolo Ciampi                                     | Angelo Cucinella, detto Il Giarratano            | Ciclone                                          |
| 2002 | San Francesco                                    | Francesco Ciabatti                               | Roberto Filippini, detto Bebo                    | Le Vojou                                         |
| 2001 | San Francesco                                    | Francesco Ciabatti                               | Stefano Lobina, detto Andrea                     | Le Vojou                                         |
| 2000 | Ascensione                                       | Fabrizio Bartaloni                               | Gaetano La Russa, detto Maligno                  | Chen Damy                                        |
| 1999 | La Croce                                         | Luca Tremolanti                                  | Boris Pinna, detto Pinturicchio                  | Red Rama                                         |
| 1998 | La Croce                                         | Luca Tremolanti                                  | Adolfo Manzi, detto Ercolino                     | Imco Able                                        |
| 1997 | Palio non disputato a causa del maltempo         | Palio non disputato a causa del maltempo         | Palio non disputato a causa del maltempo         | Palio non disputato a causa del maltempo         |
| 1996 | Pievania                                         | Luciano Pelosini                                 | Vincenzo Foglia, detto Frasca                    | Try My Disco                                     |
| 1995 | San Nicolao                                      | Paolo Sandroni                                   | Vincenzo Foglia, detto Frasca                    | Capuleto                                         |
| 1994 | San Michele                                      | Carlo Vannucci                                   | Claudio Naldi, detto Imolino                     | Power Lake                                       |
| 1993 | Ascensione                                       | Gino Gozzoli                                     | Vincenzo Foglia, detto Frasca                    | Capuleto                                         |
| 1992 | La Croce                                         | Fabrizio Benvenuti                               | Adolfo Manzi, detto Ercolino                     | Ghilly Dhu                                       |
| 1991 | San Rocco                                        | Sauro Bernardini                                 | Andrea Degortes, detto Aceto/Paolino             | Cotton Quick                                     |
| 1990 | San Francesco                                    | Mauro Pratali                                    | Vincenzo Foglia, detto Frasca                    | Ventorro                                         |
| 1989 | Ascensione                                       | Gino Gozzoli                                     | Guido Tomassucci, detto Bonito da Silva          | Ventorro                                         |
| 1988 | Pievania                                         | Alberto Schiavetti                               | Adolfo Manzi, detto Ercolino                     | November                                         |
| 1987 | Pievania                                         | Alberto Schiavetti                               | Adolfo Manzi, detto Ercolino                     | November                                         |
| 1986 | La Croce                                         | Natale Frediani                                  | Vincenzo Foglia, detto Frasca                    | November                                         |
| 1985 | Palio non assegnato                              | Palio non assegnato                              | Palio non assegnato                              | Palio non assegnato                              |
| 1984 | La Croce                                         | Natale Frediani                                  | Vincenzo Foglia, detto Frasca                    | Rampicante                                       |
| 1983 | San Rocco                                        | Morando Petrognani                               | Alberto Antinori, detto Albertino                | Vipera Bionda                                    |
| 1982 | San Nicolao                                      | Costanzo Matteucci                               | Vincenzo Foglia, detto Frasca                    | Dominique                                        |
| 1981 | San Francesco                                    | Alfeo Profeti                                    | Trentacinque                                     | Lizio Terremoto                                  |
| 1980 | Santo Stefano (Cascine)                          | Ferdinando Bartoli                               | Vincenzo Foglia, detto Frasca                    | Dominique                                        |
| 1979 | San Francesco                                    | Alfeo Profeti                                    | Vincenzo Foglia, detto Frasca                    | Francoise                                        |
| 1978 | San Francesco                                    | Alfeo Profeti                                    | Bruno Blanco, detto Parti e Vai                  | Salento                                          |
| 1977 | San Francesco                                    | Alfeo Profeti                                    | Raffaele Della Pina                              | Diablo                                           |
| 1973 | San Nicolao                                      | Unisio Tognarini                                 | Andrea Degortes, detto Aceto                     | Oira Papouche                                    |
| 1964 | Santo Stefano (Cascine)                          | Ferdinando Bartoli                               | Giuseppe Gentili, detto Ciancone                 | Villengo                                         |
| 1963 | Pievania                                         | Andrea Sarti                                     | Giuseppe Vivenzio, detto Peppinello              | Paola                                            |
| 1962 | Case Popolari (La Croce)                         | Natale Frediani                                  | Giorgio Terni, detto Vittorino                   | Gigolette                                        |
| 1961 | Pievania                                         | Andrea Sarti                                     | Antonio Riccio                                   | Busillo                                          |